# Список об'єктів Світової спадщини ЮНЕСКО в Аргентині
Станом на 2023 рік в списку об'єктів Світової спадщини ЮНЕСКО в Аргентині налічується 11 найменувань. 6 об'єктів включені в список за культурними критеріями, ще 5 об'єктів — за природними, зокрема Лос-Гласьярес, Ігуасу і Лос-Алерсес визнані природними феноменами або просторами виняткової природної краси та естетичної важливості (критерій vii). Ще 11 об'єктів запропоновано включити до списку Світової спадщини ЮНЕСКО.

## Пояснення до списку
У таблицях нижче об'єкти розташовані у хронологічному порядку їх додавання до списку Світової спадщини ЮНЕСКО.
Кольорами у списку позначено:

## Культурні й природні об'єкти
| №  | Зображення | Назва | Місцеположення                                                                           | Час створення                     | Час внесення до списку       | №    | Критерії        |
| -- | ---------- | --- | ---------------------------------------------------------------------------------------- | --------------------------------- | ---------------------------- | ---- | --------------- |
| 1  |            | Національний парк Лос-Гласьярес (ісп. Parque nacional Los Glaciares) | Аргентина Санта-Крус                                                                     | -                                 | 1981                         | 145  | vii, viii       |
| 2  |            | Єзуїтські місії Гуарані: Сан-Іґнасіо-Міні, Санта-Ана, Нуестра-Сеньйора-де-Лорето і Санта-Марія-Майор (Аргентина), руїни Сан-Мігель-дас-Місойнс (Бразилія) (ісп. Misiones jesuíticas guaraníes: San Ignacio Miní, Santa Ana, Nuestra Señora de Loreto y Santa María la Mayor (Argentina), Ruinas de São Miguel das Missões (Brasil)) * Сан-Іґнасіо-Міні * Нуестра-Сеньйора-де-Санта-Ана * Нуестра-Сеньйора-де-Лорето * Санта-Марія-Майор | Аргентина провінція Місьйонес (спільно з Бразилією )                                     | XVII—XVIII століття               | 1983 (розширено в 1984 році) | 275  | iv              |
| 3  |            | Національний парк Ігуасу (ісп. Parque Nacional Iguazú) | Аргентина провінція Місьйонес — регіон: Месопотамія на північному сході                  | —                                 | 1984                         | 303  | vii, x          |
| 4  |            | Куева-де-лас-Манос, річка Пінтурас (ісп. Cueva de las Manos, Río Pinturas) | Аргентина регіон Патагонія, провінція Санта-Крус                                         | 11-те — 8-ме тисячоліття до н. е. | 1999                         | 936  | iii             |
| 5  |            | Півострів Вальдес (ісп. Península Valdés) | Аргентина                                                                                | —                                 | 1999                         | 937  | x               |
| 6  |            | Природні парки Ісчігуаласто / Талампая (ісп. Parques naturales de Ischigualasto y Talampaya) | Аргентина провінції Сан-Хуан та Ла-Ріоха                                                 | —                                 | 2000                         | 966  | viii            |
| 7  |            | Єзуїтський квартал і місії Кордови (ісп. Manzana y Estancias Jesuíticas de Córdoba) * Єзуїтський квартал * Місія Альта-Грасія * Місія Хесус-Марія * Місія Санта-Каталіна * Місія Кароя * Місія Ла-Канделарія | Аргентина провінція Кордова                                                              | XVII—XVIII століття               | 2000                         | 995  | ii, iv          |
| 8  |            | Кебрада-де-Умауака (ісп. Quebrada de Humahuaca) | Аргентина провінція Жужуй                                                                | XV—XX століття                    | 2003                         | 1116 | ii, iv, v       |
| 9  |            | Кхапак-Ньян, Андська система доріг (ісп. Qhapaq Ñan, sistema vial andino) * Санта-Ана — Долина Колорадо * Санта-Рса-де-Тастіль — Потреро-де-Пайогаста * Потреро-де-Пайогаста — Лос-Гранерос-де-ла-Пома * Лос-Корралес — Лас-Піркас * Болото Ялгуарас — Міст Інків | Аргентина (спільно з Болівією , Еквадором , Колумбією , Перу , Чилі )                    | XV століття                       | 2014                         | 1459 | ii, iii, iv, vi |
| 10 |            | Архітектурні роботи Ле Корбюзьє — видатний внесок у модернізм (ісп. Obra arquitectónica de Le Corbusier – Contribución excepcional al Movimiento Moderno) * Будинок доктора Куручета | Аргентина (спільно з Бельгією , Індією , Німеччиною , Францією , Швейцарією ), Японією ) | XX століття                       | 2016                         | 1321 | i, ii, vi       |
| 11 |            | Національний парк Лос-Алерсес (ісп. Parque nacional Los Alerces) | Аргентина                                                                                | —                                 | 2017                         | 1526 | vii, x          |

## Нематеріальні об'єкти
| № | Зображення | Назва                                                  | Час внесення до списку | №    |
| - | ---------- | ------------------------------------------------------ | ---------------------- | ---- |
| 1 |            | Танго                                                  | 2009                   | 258  |
| 2 |            | Філетеадо — традиційна техніка розпису з Буенос-Айреса | 2015                   | 1069 |
| 3 |            | Чамаме                                                 | 2020                   | 1600 |

## Об'єкти, які запропоновано включити до списку
| №  | Зображення | Назва                                                                                     | Розташування                          | Час подачі заявки | № заявки | Критерії                     |
| -- | ---------- | ----------------------------------------------------------------------------------------- | ------------------------------------- | ----------------- | -------- | ---------------------------- |
| 1  |            | Долина Кальчакі                                                                           | провінції Катамарка, Сальта, Тукуман  | 2001              | 1582     | (ii), (iii), (iv), (v), (vi) |
| 2  |            | Національний парк Сьєрра-де-лас-Кіхадас                                                   | провінція Сан-Луїс                    | 2005              | 2021     | (vii) (viii) (ix)            |
| 3  |            | Ла-Паюнья, вулканічні поля Льянканело і Паюн-Матру                                        | провінція Мендоса                     | 2011              | 5615     | (vii) (viii)                 |
| 4  |            | Геолого-палеонтологічний та археологічний провінційний Пеуен-Ко — Монте-Ермосо            | Буенос-Айрес                          | 2014              | 5851     | (iii) (v) (vi) (viii) (ix)   |
| 5  |            | Мойсесвілль                                                                               | Санта-Фе                              | 2015              | 6066     | (ii) (iii) (vi)              |
| 6  |            | Музей Школи механіків ВМС Аргентини— колишній секретний центр утримання, катувань і страт | Буенос-Айрес                          | 2017              | 6248     | (iii) (vi)                   |
| 7  |            | Місто Тигре та його веслувальні клуби                                                     | Буенос-Айрес                          | 2017              | 6288     | (ii) (iii)                   |
| 8  |            | Буенос-Айрес — Ла-Плата: дві столиці культури модерну, еклектизму та імміграції           | міста Буенос-Айрес, Ла-Плата          | 2018              | 6296     | (ii) (iv)                    |
| 9  |            | Куева-де-лас-Манос і пов'язані з нею ділянки басейну річки Пінтурас                       | провінція Санта-Крус                  | 2018              | 6297     | (iii)                        |
| 10 |            | Санмартінські маршрути                                                                    | провінції Сан-Хуан, Мендоса, Ла-Ріоха | 2019              | 6248     | (vi) (vii) (viii) (ix) (x)   |

### Відізвані і відхилені заявки
| № | Зображення | Назва                               | Розташування | Час подачі заявки | Час відхилення заявки | № заявки | Тип        |
| - | ---------- | ----------------------------------- | ------------ | ----------------- | --------------------- | -------- | ---------- |
| 1 |            | Серро-Колорадо                      | Кордова      | 1987              | 1987                  |          | культурний |
| 2 |            | Заповідник Кабо-Дос-Баїяс           | Чубут        | 1995              | 2003                  |          | природний  |
| 3 |            | Історичний центр міста Ла-Плата     | Ла-Плата     | 1998              | 2012                  | 1085     | культурний |
| 4 |            | Лас-Парінас                         | Катамарка    | 2001              | 2012                  | 1584     | природний  |
| 3 |            | Історичний центр міста Буенос-Айрес | Буенос-Айрес | 2005              | 2012                  | 2022     | культурний |